# Ibiza
|  | No s'ha de confondre amb Eivissa. |

|  | Per a altres significats, vegeu «SEAT Ibiza». |

Ibiza és un barri del districte de Retiro, a Madrid. Limita al nord amb el barri de Goya (Salamanca), al sud amb el de Niño Jesús, a l'oest amb Jerónimos i a l'est amb Estrella. Està delimitat al nord pel carrer d'O'Donnell, a l'oest per l'Avinguda Menéndez Pelayo, a l'est pel carrer Doctor Esquerdo i al sud pels carrers Doce de Octubre i Sáinz de Baranda. En la seva delimitació hi ha l'Hospital Universitari Gregorio Marañón.